# Перелом Джефферсона
Перелом Джефферсона — перелом передней и задней дуг первого шейного позвонка. Назван в честь британского нейрохирурга Джефри Джефферсона, который его впервые описал в 1920 году.

## Этиология
Перелом Джефферсона может возникать при падении с высоты головой вниз, ударах тяжёлыми предметами по голове, падении и ударе затылком. Травмирующая сила приводит к расширению костного кольца атланта. Мыщелки затылочной кости сближаются с суставными отростками эпистрофея. При этом зубовидный отросток второго шейного позвонка приближается к затылочной кости. Его смещение кпереди благоприятно, кзади — может вызвать сдавление спинного и ствола головного мозга.

## Эпидемиология
Практически не наблюдается у детей. В структуре травматических повреждений краниовертебрального сочленения переломы атланта составляют 25 %, 10 % среди переломов шейного отдела позвоночника и 2 % среди всех травм позвоночника.

## Клиническая симптоматика
Пациенты жалуются на боли в шее. Характерно неподвижное положение головы из-за усиления болей при малейшей попытке совершить движение. В ряде наблюдений больные поддерживают голову руками. При пальпации преимущественная локализация боли отмечена в области заднего бугорка атланта. Спустя год и более после перелома больные предъявляют жалобы на приступы головных болей и головокружения, ограничение движений в руках, хруст и боли под затылком при движениях головой, боли в шее с иррадиацией в руки или голову. Это объясняется тем, что не устранённое смещение боковых масс и поперечных отростков атланта приводит к натяжению проходящих в них позвоночных артерий. Образование рубцовой ткани в области отверстия поперечных отростков в позднем периоде формирует очаг патологического раздражения позвоночных артерий и сопровождающих её нервных структур с соответствующими проявлениями. Могут возникать нарушения кровоснабжения в ветви позвоночной — задней нижней мозжечковой артерии с развитием синдрома Валленберга-Захарченко. Повреждение симпатического сплетения, которое окутывает позвоночную артерию приводит к формированию синдрома Горнера.

## Диагностика
В диагностике переломов Джефферсона используют рентгенографию, компьютерную и магнитно-резонансную томографии. На рентгенограммах определяется смещение боковых масс атланта кнаружи. Компьютерная томография даёт возможность оценить изменения костных структур, в то время как магнитно-резонансная томография — мягкотканных.

## Лечение
В научной литературе существуют различные мнения относительно предпочтительного метода лечения перелома Джефферсона. Во многом это зависит от стабильности или нестабильности повреждения. При повреждении поперечной связки атланта перелом будет нестабильным. При стабильных повреждениях необходимо наложение шейного воротника, в то время как нестабильные могут потребовать проведения дополнительной тракции и хирургического вмешательства. Хирургическое лечение включает проведение фиксации верхних шейных позвонков и затылочной кости с помощью специальных систем.